# Bogislav Ernst von Bonin
Bogislav Ernst von Bonin (* 20. Januar 1727 in Bonin; † 27. Juli 1797 in Berlin) war ein preußischer Generalleutnant, Chef des Infanterie-Regiments Nr. 54 und Erbherr auf Repzien in der Neumark.

## Leben

### Herkunft
Sein Vater war der preußische Rittmeister Georg Ernst von Bonin (* 18. September 1684; †  29. März 1761), seine Mutter, dessen zweite Ehefrau, Charlotte Luise von Sturm (* April 1701; †  11. April 1766), Tochter des Kammergerichtspräsidenten zur Neumark, Johann Sigismund von Sturm (1671–1719).

### Werdegang
Er begann im Infanterie-Regiment Nr. 26 (Kleist). Dort nahm er als Leutnant sein Abschied und ging auf sein Gut Repzien. Mit dem Siebenjährigen Krieg kehrte er in die Dienste zurück, wurde Flügeladjutant des Königs und bald Hauptmann. Im Jahr 1758 wurde er als Major in das Regiment Nr. 39 (Friedrich von Braunschweig) versetzt.
Am 29. Juni 1775 wurde er Oberstleutnant und am 24. Juni 1779 Oberst. Am 1. März 1786 erhielt er das Infanterie-Regiment Nr. 54 (Klinzig) und wurde zum Generalmajor befördert. 1794 wurde er als Generalleutnant pensioniert.
Bonin war Mitglied der Johannisloge Zur Eintracht in Berlin.

### Familie
Er war zweimal verheiratet. Seine erste Frau war Charlotte Louise von dem Borne (die Ehe wurde am 20. August 1764 wegen Spielsucht der Ehefrau geschieden). Seine zweite Frau wurde 1772 Dorothea Luise von Möllendorff, Witwe von Friedrich Wilhelm Ernst von Grumbkow und Schwester des Generalfeldmarschalls Wichard von Möllendorff.
Kinder aus zweiter Ehe:
- Albertine Dorothea Sophie Friederike Henriette (24. September 1774, † vor 1797).
- Wichard Friedrich Wilhelm Heinrich Ernst (* 18. Dezember 1782; † 27. August 1813)
- Sophie Ernestine Henriette (* 24. September 1775, † 22. März 1814) ⚭ 1796 Theodor von Wilamowitz († 23. Dezember 1837), preußischer Major.W

Der Generalfeldmarschall Wichard von Möllendorff adoptierte 1799 Friedrich Wilhelm von Bonin, um den Fortbestand seines Namens zu sichern. Dieser bekam 1806 die Genehmigung, den Namen Bonin von Möllendorff anzunehmen. Doch der Adoptivsohn fiel 1813 in der Schlacht bei Hagelberg. Daraufhin adoptierte Möllendorff auch dessen Schwester Ernestine und ihre Kinder. Die Familie führt seit 1815 den Namen Wilamowitz-Möllendorff.